# Modelo V

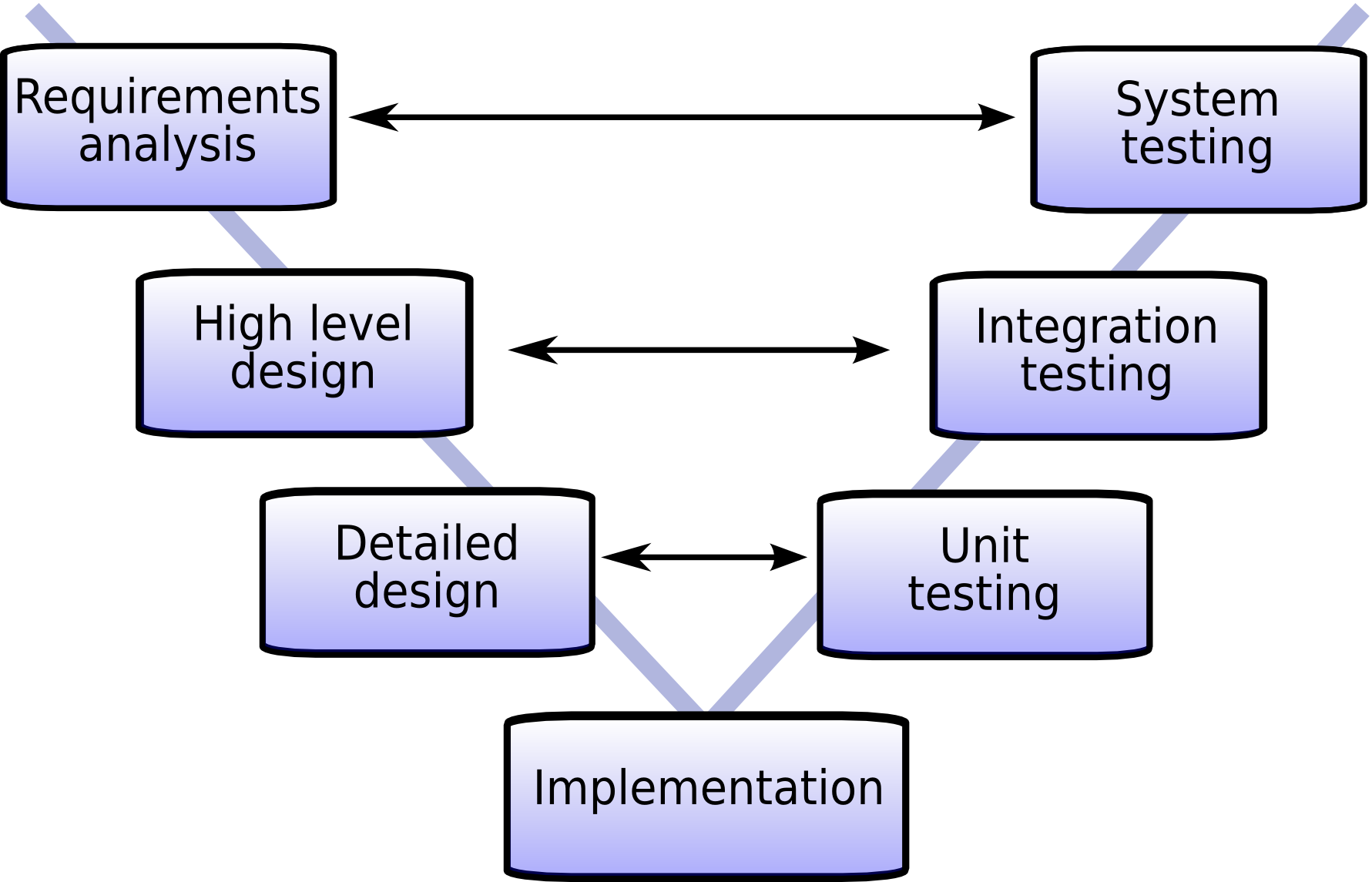
The V-model of the Systems Engineering Process.

O Modelo V é um modelo conceitual de Engenharia de Sistemas/Desenvolvimento de Produto visto como melhoria ao problema de reatividade do modelo em cascata. Ele permite que, durante a integração de um sistema em seus diversos níveis, os testes sejam feitos contra os próprios requisitos do componente/interface que está sendo testado(a), em contraste com modelos anteriores onde o componente era testado contra a especificação do componente/interface. Notar a diferença entre requisito e especificação.
O Modelo V virou um padrão da indústria de software depois de 1980 e, após o surgimento da Engenharia de Sistemas, tornou-se um conceito padrão em todos os domínios da indústria. O mundo do software tinha feito poucos avanços em termos de maturidade, em achar na bibliografia corrente as referências que poderiam se aplicar ao sistema.

## Características
- Os testes têm resultados de maior efetividade, uma vez que são testados contra requisitos e não contra especificações;
- Este modelo possibilita que se encontrem erros durante os processos de se derivar especificações de requisitos;
- Ajuda a desenvolver novos requisitos;
- Melhora a qualidade do produto resultante, uma vez que valida o processo de engenharia de sistemas durante a integração do sistema.

## Desvantagens
- Não considera o paralelismo que geralmente ocorre em projetos de maior complexidade;
- Não considera as diversas dimensões do projeto;
- Há ciclos de revisão em etapas tardias do processo, quando se encontra erros, sua correção é onerosa.

## Etapas
- Análise das necessidades e viabilidade;
- Especificação do software;
- Concepção: arquitetura;
- Concepção: detalhamento;
- Codificação;
- Teste individual;
- Teste de integração;
- Teste de validação;
- Receita.